# 子皮
罕虎（？—前529年），姬姓，罕氏（七穆之一），名虎，字子皮，中国春秋时期郑国的当国。郑穆公的曾孙、公子喜的孙子、公孙舍之的儿子。
前544年，继任父亲子展（公孙舍之）为当国正卿，並联合驷氏的公孙黑、驷带灭掉良氏的良霄。饥荒时，他送给国人粮食。次年，请子产为政，自己退居幕后，协助子产理政。前537年，罕虎到齐国，迎取子尾氏的女儿。晏婴屡次见他。陈桓子问是什么缘故。晏婴回答说：“他能够任用好人（指子产），是百姓的主人。”前529年，子皮去世，子产痛哭。